# JADU
Jadu（チャドゥ、あるいはジャドゥ、자두）は、韓国の女性ポップ歌手。当初はカンドゥとのユニット「The Jadu」として活動。解散後に「Jadu」名義でソロに転向した。
その後、所属事務所の契約に関する詐欺事件に巻き込まれて借金を背負い、4年にわたる法廷闘争を余儀なくされ、芸能活動を停止する。
2013年、牧師と結婚。

## The Jadu
The Jadu（더 자두）は、大韓民国の男女デュオ。三枚目の女性と二枚目の男性コンビで人気を博した。代表曲は「キムパプ」など。2006年、男性メンバーのカンドゥの脱退により解散。

### メンバー
- Jadu（자두）（ボーカル）
  - 本名：キム・ドグン（김덕은）
  - 生年月日：1982年5月4日
  - 血液型：AB型

- カンドゥ（강두）（ボーカル・ベース）
  - 本名：ソン・ヨンシク（송용식）
  - 生年月日：1979年2月27日
  - 血液型：B型

## 経歴
Jaduはスモモを意味する韓国語。作曲家兼プロデューサーのチェ・ジュンヨンとシン・ジェホンが企画し、2001年3月、「Jadu」名義の1stアルバム『Version 0001』でデビュー。当時ヒットしていた映画「猟奇的な彼女」をもじり、「猟奇的な歌手」と評された。
2002年4月、2ndアルバム『Change Yourself』をリリース。この時カンドゥの役割が増し、ユニット名を「The Jadu」に変更、猟奇的なイメージから脱却。2003年5月、3rdアルバム『The Jadu 3』、2005年4月、4thアルバム『JADU４』をリリース。
2002年、Mnet Asian Music Awards混成グループ賞とKBS歌謡祭今年の歌手賞受賞。2003年、KBS歌謡祭今年の歌手賞連続受賞。
カンドゥが次第に俳優としてソロ活動に力を入れ、契約完了の2006年に脱退。
2007年に年下の男性Maruとともに「Jadu & Maru」としてデジタルシングル『食事からしてください』をリリース、2008年5月に「Jadu」名義で5thアルバム『Happy Network』を発表。※ソロ作品だがジャケットには5thアルバムと表記されている。
2016年、人気番組「シュガーマン」で一夜限りの再結成をした。

## ディスコフラフィー
アルバム
- 1st Album「Version 0001」2001年3月（Jadu名義、ユニット作品）
- 2nd Album「Change Yourself」2002年4月
- 3rd Album「Jadu 3」2003年5月
- 4th Album「Jadu 4」2005年4月
- 5th Album「Happy Network」2008年5月（Jadu名義、ソロ作品）

シングル
- 「식사부터 하세요（食事からしてください）」Jadu & Maru名義